# Třetí přechodná doba
Třetí přechodná doba je období dějin starověkého Egypta odpovídající době vlády 21. dynastie až 25. dynastie (přibližně 1069 – 664 před n. l.) .
Počátkem tohoto období se zmocnilo vlády v jižní části Egypta Amonovo kněžstvo. V severní části Egypta byla panovníkem Nesbanedžedem založena 21. dynastie. V egyptské deltě se později chopili moci libyjští dobyvatelé, jejich 22. dynastie vládla severní části Egypta a postupně ovládli i střední Egypt. Na konci panování 22. dynastie došlo k vzrůstu moci provinčních panovníků. Tito panovníci tvoří 23. dynastii a 24. dynastii.
V roce 747 př. n. l. dobyli Egypt Nubijci, kteří se svou 25. dynastií ovládali Egypt ze súdánského města Napata. Za vlády nubijského krále Taharky a jeho nástupce došlo roku 663 př. n. l. ke krátkému ovládnutí Egypta Asyrskou říší.
Třetí přechodná doba následovala po Nové říši a předcházela Pozdní dobu.

## Příčiny vzniku Třetí přechodné doby
Achnatonova náboženská reforma a návrat zpět k uctívání boha Amona způsobil úpadek autority panovníka a jeho nezpochybnitelného postavení. Postupně začal být faraon považován za osobu pověřenou bohem Amonem vykonávat jeho vůli. Úpadek dosáhl vrcholu na konci 20. dynastie, kdy se na trůnu vystřídalo několik panovníků jménem Ramesse, kteří vládli krátce a byli pouze formálními panovníky.
Za vlády posledního panovníka Nové říše, Ramesse XI., docházelo v důsledku oslabení hospodářství k vykrádání hrobek a chrámů. Proto byl z oblasti Núbie povolán tamější místokrál Panehsi, který měl zajistit pořádek. Pro zajištění stravy pro své vojsko si Panehsi přivlastnil nebo obdržel úřad "správce sýpek".
Tím se dostal do sporu s veleknězem boha Amona, jehož chrám vlastnil většinu půdy a výnosů z ní v okolí Théb. Velekněz se obrátil na pomoc k panovníkovi, který vyslal královskou armádu vedenou generálem jménem Pianchi, a v Egyptě došlo k vypuknutí občanské války. Panehsi byl vyhnán zpět do Núbie a Pianchi získal Panehsiho tituly. Po smrti velekněze boha Amona se Pianchi stal také veleknězem Amonovým.
Po Pianchově smrti získal všechny jeho tituly jeho synovec Hrihor, který po smrti Ramesse XI. přijal i královské tituly. V nilské deltě se stal panovníkem Nesbanebdžed (1069 – 1043 př. n. l.), zakladatel 21. dynastie.
Těmito kroky byl Egypt rozdělen na dvě části – severní, kde vládl královský rod sídlící v městě Tanis a na jižní část, kde vládl rod vojenských velitelů, kteří současně zastávali úřad velekněze nejvlivnějšího kněžstva boha Amona.
Núbie se vymanila z egyptského vlivu, vzniklo zde nezávislé království Kuš se sídlem v Napatě, později v Meroe. Egypt tak ztratil kontrolu nad zlatými doly v Núbii.

## 21. dynastie
Na severu Egypta se po smrti panovníka Nesbanebdžeda vystřídali panovníci Amenemnesut (1043 – 1039 př. n. l.), Pasbachaenniut I. (1039 – 991 př. n. l.), Amnemope (991 - 984 př. n. l.), Osorkon Starší (984 – 978 př. n. l.), Siamon (978 – 959 př. n. l.) a Pasbachaenniut II. (959 – 945 př. n. l.). Po dobu vlády 21. dynastie byl Egypt formálně rozdělen na dvě země, ale v podstatě mu vládla jedna rodina, protože panovníci ze severu byli většinou v příbuzenském vztahu s rodem vojenských velitelů a Amonových velekněží sídlících v Thébách. Příkladem je Pasbachaenniut I., který byl synem thébského vojenského velitele Pinodžema I.
Nástupem Osorkona Staršího se na egyptský trůn dostal syn náčelníka Mešvešů, což byl libyjský kmen. Libyjci se od doby Ramesse III. usazovali v nilské deltě a na začátku 1. tisíciletí př. n. l. začali představovat vlivnou část egyptské společnosti.
Poslední panovník 21. dynastie Pasbachaenniut II. však již byl opět egyptského původu a původně zastával v Thébách funkci velekněze.

## 22. dynastie

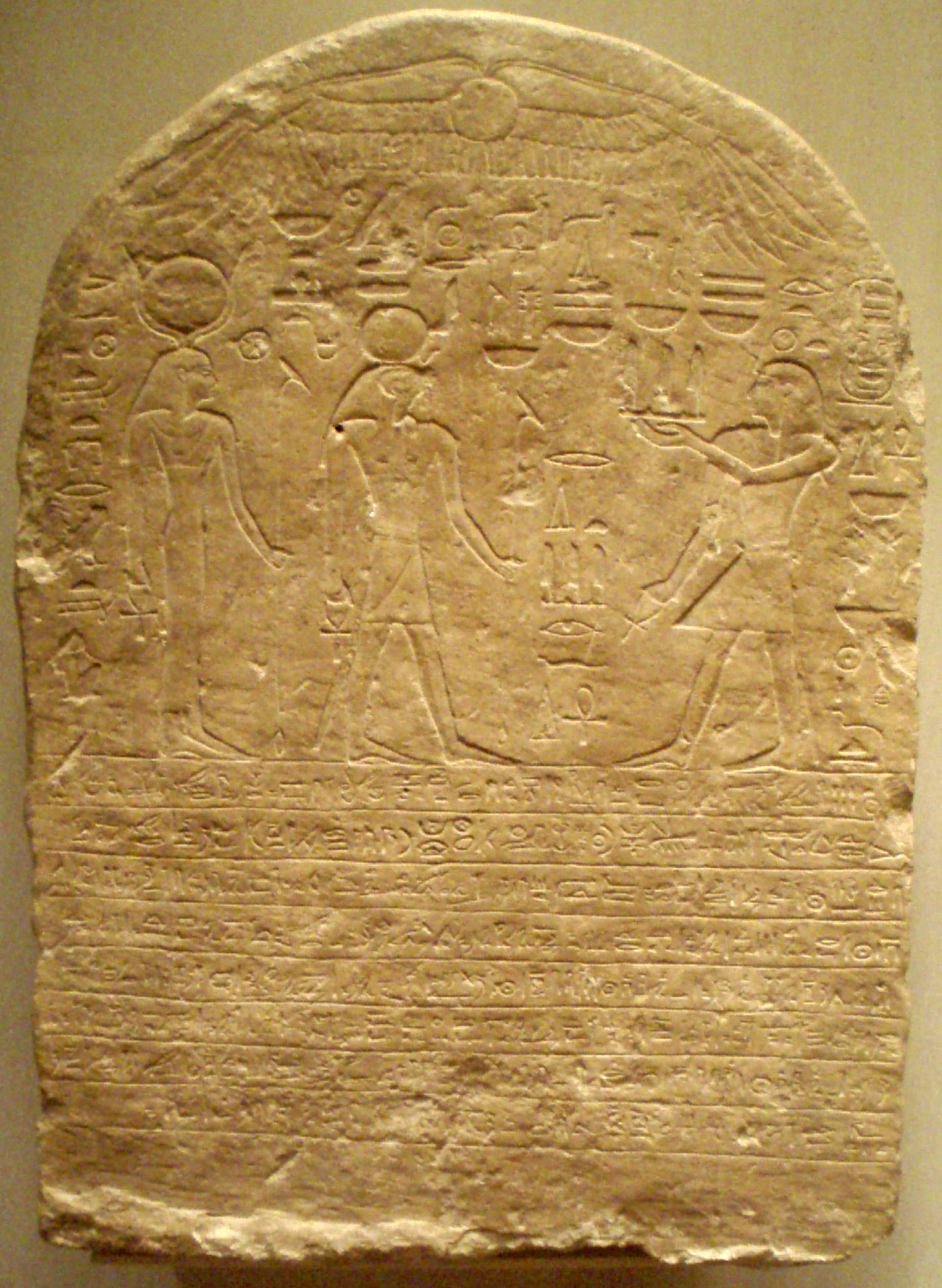
"Donační stéla" faraona Osorkona I. Osorkon I. obětuje hieroglyf pro "pole" bohům Ré-Harachte a Nebet-Hetepet. Tyto donační stély mohou naznačovat rozšiřování obdělávaných oblastí Libyjci.

Zakladatelem 22. dynastie je opět náčelník Mešvešů, Šešonk I. (945 – 924 př. n. l.), který byl synovcem Osorkona Staršího.
Jeho vláda je považována za vrchol Třetí přechodné doby. S cílem omezit nezávislost Théb udělil úřad velekněze boha Amona jednomu ze svých synů princi Iuputovi. Vojensky vytáhl do Jeruzaléma, kde podpořil Jarobeáma v nároku na trůn krále Judska. O této výpravě se zmiňuje i Starý zákon.
Po svém návratu do Egypta však Šešonk I. brzy zemřel a jeho nástupcem se stal jeho syn Osorkon I. (924 – 889 př. n. l.), který již v rozšiřování vlivu Egypta v Levantě nepokračoval. Osorkon I. měl za manželku dceru bývalého panovníka Pasbachaenniuta II., a tak si upevnil svoji pozici na panovnickém trůně.
On a jeho nástupci se snažili upevnit svoji centrální moc, a proto pokračovali ve jmenování svých příbuzných na významná místa. To však naopak vzrůst nezávislosti provincií urychlilo a vedlo k opětnému mocenskému rozpadu Egypta.
Panovníci těchto provincií jsou některými egyptology považování za panovníky 23. dynastie. Mocenského rozdělení Egypta začali v 2. polovině 8. století př. n. l. využívat králové Núbie, kde vzniklo království Kuš, a usilovali o zisk vlády nad Egyptem.

## 24. dynastie
Jeden z provinčních panovníků jménem Tefnacht si podmanil území západní delty až k severnímu okraji Horního Egypta. Proti jeho rozpínavosti zasáhl Pianchy, syn panovníka království Kuš, Kašty. Podmanil si města na severu Horního Egypta a poté se vrátil zpět do Núbie. Politické uspořádání Egypta tak nechal beze změny.
Tefnacht se později nechal prohlásit za krále Horního a Dolního Egypta. Spolu se svým následovníkem Bakenrenefem tvoří 24. egyptskou dynastii, která měla sídlo v dolnoegyptských Sajích. Tato 24. dynastie však současně vládla se zakladatelem 25. dynastie, tzv. kušitské dynastie, Pianchim.

## 25. dynastie
Za zakladatele 25. dynastie je považován král Kuše Pianchi (747 – 716 př. n. l.). Avšak až jeho nástupce Šabak (716 – 702 př. n. l.), na začátku své vlády zahájil z núbijského království Kuš do Egypta další vojenskou výpravu a formálně Egypt ke království Kuš připojil.
Jeho nástupci Šabataka, Taharka a Tanutamon převzali zvyky egyptských faraonů, nenechávali se však pochovávat v Egyptě, ale v pyramidách, které si nechali vystavět v Kurru a později v Buri v Núbii. V Egyptě vládli jako nejvyšší panovníci, ale jednotlivým členům dynastií dovolili panovat nad svými lény. V Levantě pokračovali ve výbojné politice, což vedlo ke sporům s Asyrskou říší a nakonec v roce 663 př. n. l. k vyhnání posledního panovníka 25. dynastie z Egypta.
Po vyhnání núbijského panovníka dosadili Asyřané na místo faraona Psamnetika I. (664 - 610 př. n. l.), pocházejícího z dolnoegyptské osady Sais. Ten z této osady postupně vojenskými a politickými kroky ovládl zbytek Egypta a osvobodil se z područí Asýrie. K tomu mu pomohl úpadek této říše, její postupný rozpad a nakonec dobytí Asýrie vojsky Médů a Babyloňanů.